# Carcharhinus
Cá mập mắt trắng, tên khoa học Carcharhinus, là một chi điển hình cá mập trong họ Carcharhinidae.

## Các loài
Chi này gồm các loài:
- Carcharhinus acronotus (Poey, 1860)
- Carcharhinus albimarginatus (Rüppell, 1837)
- Carcharhinus altimus (Springer, 1950)
- Carcharhinus amblyrhynchoides (Whitley, 1934)
- Carcharhinus amblyrhynchos (Bleeker, 1856) [liên kết hỏng]
- Carcharhinus amboinensis (Müller & Henle, 1839)
- Carcharhinus borneensis (Bleeker, 1859)
- Carcharhinus brachyurus (Günther, 1870)
- Carcharhinus brevipinna (Müller & Henle, 1839)
- Carcharhinus cautus (Whitley, 1945)
- Carcharhinus dussumieri (Müller & Henle, 1839)
- Carcharhinus falciformis (Müller & Henle, 1839)
- Carcharhinus fitzroyensis (Whitley, 1943)
- Carcharhinus galapagensis (Snodgrass & Heller, 1905)
- Carcharhinus hemiodon (Müller & Henle, 1839)
- Carcharhinus isodon (Müller & Henle, 1839)
- Carcharhinus leucas (Müller & Henle, 1839)  - cá mập bò
- Carcharhinus limbatus (Müller & Henle, 1839)
- Carcharhinus longimanus (Poey, 1861)
- Carcharhinus macloti (Müller & Henle, 1839)
- Carcharhinus melanopterus (Quoy & Gaimard, 1824)
- Carcharhinus obscurus (Lesueur, 1818)
- Carcharhinus perezi (Poey, 1876)
- Carcharhinus plumbeus (Nardo, 1827)
- Carcharhinus porosus (Ranzani, 1840)
- Carcharhinus sealei (Pietschmann, 1913)
- Carcharhinus signatus (Poey, 1868)
- Carcharhinus sorrah (Müller and Henle, 1839)
- Carcharhinus tilstoni (Whitley, 1950)